# Filosofia analítica
A filosofia analítica é uma vertente do pensamento contemporâneo reivindicada por filósofos bastante diferentes e com duas caracterizações distintas, cuja filosofia precursora surgiu da superação da filosofia sintética do Século XIX. Originariamente, seu ponto comum foi a ideia de que a filosofia trata da análise do significado de enunciados linguísticos; isto é, a filosofia reduz-se a uma pesquisa sobre a linguagem. Desde os anos 1960, acabou a chamada virada linguística, de modo que a filosofia analítica deixou de ter qualquer comprometimento especial com a análise da linguagem. Atualmente, ela é melhor caracterizada por seu espírito científico (em sentido amplo): problemas filosóficos são tratados como questões factuais a serem resolvidas argumentativamente. É muito comum o uso de ferramentas das ciências formais (como matemática, computação, lógica) e resultados das ciências naturais (como física, biologia, neurociência, psicolinguística, antropologia). A filosofia analítica é amplamente difundida até hoje no mundo anglófono (EUA, Canadá, Reino Unido, Austrália) e possui importantes centros de pesquisa na América Latina, na Europa continental, e no resto do globo. Como consequência dessa difusão geográfica e do abandono da perspectiva linguística, a filosofia analítica tornou-se extremamente plural, se afastando muito dos pressupostos linguísticos e positivistas que motivaram sua história inicial.

## História
Na passagem do século XIX para o século XX, a filosofia passou por uma nova e profunda remodelação, a chamada "virada linguística", sob a influência de Frege, Bertrand Russell e Wittgenstein. A atividade filosófica passou a ser considerada basicamente como um método lógico de análise do pensamento. Tal empreitada foi motivada pela hipótese de que a lógica criada nessa época por Gottlob Frege, Bertrand Russell e outros poderia ter consequências filosóficas gerais e ajudar na análise de conceitos e no esclarecimento das ideias. Um dos mais claros exemplos dessa tendência é a análise de Russell de frases contendo descrições definidas.
Os primeiros filósofos analíticos foram Frege, Russell, George Edward Moore e Ludwig Wittgenstein. Na Inglaterra, com Russell e Moore, opunha-se às escolas procedentes do idealismo alemão, principalmente o hegelianismo, representado sobretudo por J. M. E. McTaggart e F. H. Bradley. O surgimento da filosofia analítica marcou, portanto, uma nova divisão entre modos de se fazer filosofia. Os próprios filósofos analíticos forjaram o termo Filosofia continental para referir-se às várias tradições filosóficas procedentes da Europa Continental, principalmente da Alemanha e da França.
Houve várias correntes no início da filosofia analítica; dentre elas, o positivismo lógico, que se distingue pela rejeição de toda e qualquer metafísica. Neste contexto, convém destacar o Círculo de Viena, de corte neopositivista, fundado por Moritz Schlick e constituído por filósofos e lógicos austríacos e alemães: Carnap, eventualmente Hans Reichenbach e, em seus primeiros tempos, Wittgenstein. Suas teses foram proclamadas num manifesto, Concepção científica do mundo (1929). Com o início da Segunda Guerra Mundial, muitos dos principais componentes do Círculo de Viena tiveram que fugir para os Estados Unidos, e da síntese de sua filosofia – o positivismo lógico – com a cultura americana nasceu uma nova corrente filosófica, o chamado Pragmatismo - ou o "Pragmatismo moderno", uma vez que, como corrente filosófica, o pragmatismo estava há mais tempo enraizado nos Estados Unidos, e precisamente com esse nome, sobretudo nas obras de William James (1842-1910), Charles Sanders Peirce (1839-1914) e John Dewey (1859-1952). Posteriormente, com os autores ligados ao Círculo de Viena e demais positivistas lógicos, será vista como um método de análise do significado das proposições da ciência; ou ainda, para autores como Peter Strawson, será uma tentativa de se descrever alguns dos conceitos fundantes do nosso esquema conceitual. Nascia assim a chamada filosofia da linguagem ordinária.
A filosofia analítica, através de suas sucessivas manifestações, sempre comportou duas correntes: o empirismo lógico e a filosofia da linguagem ordinária. Na primeira geração o empirismo lógico é representado por G. Frege, cuja Begriffsschrift (Halle, 1879) constitui a obra fundamental da lógica moderna. Ele leva adiante o projeto leibniziano, que permanecera suspenso, de uma "língua característica". Os Fundamentos da Aritmética (Breslau, 1884) proporcionam a primeira definição lógica de número cardinal. No caso da filosofia da linguagem ordinária, H. Sidgwick (1838-1900), em Method of Ethics (1874), representa a resistência da tradição empirista inglesa contra o idealismo neo-hegeliano na Inglaterra. Na segunda geração temos as filosofias de Russell, no caso do empirismo lógico, e George Edward Moore, na filosofia da linguagem ordinária.
A partir de meados do século XX, mais uma vez sob a forte influência de estudos advindos do campo da Lógica – dessa vez especificamente da lógica modal – houve uma retomada, por parte dos filósofos analíticos, de questões metafísicas e epistemológicas, tal como tradicionalmente concebidas. Assim, a partir de alguns escritos seminais de autores como Saul Kripke, Hilary Putnam e Tyler Burge, passou-se mais uma vez a tematizar assuntos tais como o da relação entre o sujeito e o mundo – ou, mais especificamente, entre o sujeito e seu ambiente físico e social – condições de identidade de objetos através de mundos possíveis, etc. Nascia assim o externalismo.
Atualmente a filosofia analítica é a filosofia dominante nos departamentos universitários de filosofia nos países de anglófonos, bem como nos países escandinavos, em certos países do Leste Europeu, como a Polônia, e também em Israel. Algumas vezes é entendida por oposição à filosofia continental. Entretanto, considerando que algumas de suas raízes estão no continente europeu, e.g., com os trabalhos de Franz Brentano, e alguns dos seus seguidores (e.g. Alexius Meinong), em torno do conceito de intencionalidade, talvez a alegada oposição seja apenas aparente.
Além da referência original à lógica contemporânea, não há ideia unificadora ou dogma característico da filosofia analítica:
- A epistemologia e a lógica de Frege opunham-se sobretudo ao empirismo. Todavia, muitos filósofos analíticos posteriores, notadamente os positivistas lógicos e Quine, defenderam posições empiristas e rejeitaram o racionalismo de Frege. Filósofos analíticos mais recentes, como Tyler Burge, rejeitam o empirismo e defendem o racionalismo.
- Em lógica, Frege se opôs ao "psicologismo" de John Stuart Mill. Algumas ideias atribuídas a Mill - e.g., que nomes próprios não têm o que chama de conotação - voltaram a circular entre os filósofos analíticos. Saul Kripke, por exemplo, defende uma teoria milliana dos nomes próprios, contra o alegado descritivismo do que chama "a concepção de Frege-Russell".)
- Russell, entre outros, defendeu posições realistas. Já seu primeiro aluno e depois colega Wittgenstein parece ter sido, ao menos por algum tempo, um antirrealista.
- O Círculo de Viena e a filosofia da linguagem ordinária se opunham a toda e qualquer metafísica. Hoje a metafísica floresce na filosofia analítica.

Até o início da década de 1950, o positivismo lógico era o principal movimento dentro da filosofia analítica. No entanto, o movimento sofreu um golpe mortal em 1951, quando Quine publicou "Dois Dogmas do Empirismo". Foi o fim do positivismo lógico. Depois disso a filosofia analítica desenvolveu-se em diversas direções. A ciência cognitiva e a filosofia da mente tomaram o lugar da lógica e da filosofia da linguagem. Há uma metafísica e mesmo uma teologia analítica. Há uma filosofia política (John Rawls e Robert Nozick) e diversos estudos sobre ética.